# Дзвоники розлогі ялицеві

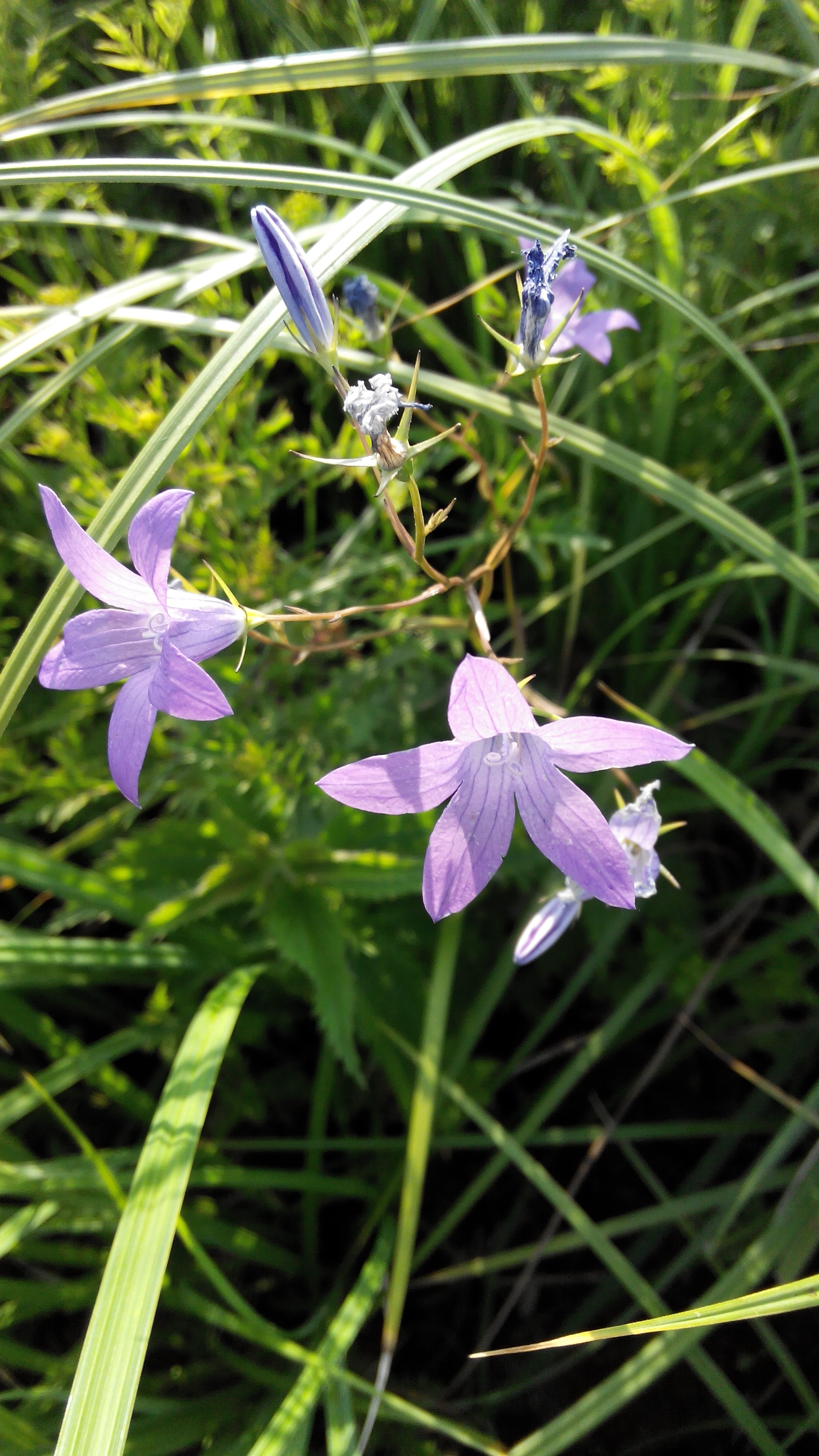
Дзвоники розлогі ялицеві (Campanula patula)

Дзвоники розлогі ялицеві (Campanula patula subsp. abietina (Griseb.) Simonkai) — дво-багаторічна рослина, анемохор, ентомофіл, мезофіт. Представник виду дзвоники розлогі (Campanula patula), роду дзвоники (Campanula), родини дзвоникові (Campanulaceae).

## Поширення та екологія
Загальний ареал виду — більша частина Європи, проте локальніше у північно-західній і південній частинах, Західний Сибір; підвиду — Східні і Південні Карпати, Трансильванія, північна частина Балканського півострова. В Українських Карпатах трапляється у всіх районах, окрім передгір′їв .
Зростає у смерекових лісах до верхньої межі лісу, і вище — у субальпійському поясі до висоти 1600–1700 м.
Східно-південнокарпатсько-балканський ендемічний гірсько-субальпійський підвид європейсько-західносибірського рівнинно-гірського виду.

## Морфологія
Невисока трав′яниста рослина 10–45 см заввишки, з численними короткими неплідними пагонами, що несуть розетки листків. Стебло нерізкоборозенчасте, розсіяно-опушене, у верхній частині розгалужене. Стеблові листки лопатеподібні або ланцетно-лопатеподібні, інколи ланцетні. Квіти 30-35 мм завдовжки, темно-фіолетові. Цвіте у травні-липні.

## Охорона
Рослина запропонована до Червоної книги Українських Карпат. Підвид Campanula patula subsp. abietina занесено до Додатку 1 Бернської конвенції про охорону дикої флори і фауни та природних середовищ існування в Європі 1979 року.
Зростають у Карпатському національному природному парку та усіх гірських масивах Карпатського біосферного заповідника. Під охороною у Словаччині.

## Підвиди і різновиди
Окрім Campanula patula subsp. abietina (Griseb.) Simonkai), вид Campanula patula налічує і інші підвиди:
- Campanula patula L. subsp. patula
- Campanula patula L. subsp. costae (Willk.) Fed.
- Campanula patula L. subsp. epigaea (Janka) Hayek

та різновиди:
- Campanula patula L. subsp. abietina (Griseb.) Simonk. var. abietina
- Campanula patula L. subsp. patula var. patula
- Campanula patula L. subsp. patula var. decumbens (A.DC.) Cuatrec.
- Campanula patula L. subsp. abietina (Griseb.) Simonk. var. vajdae (Pénzes) Fed.[2]